# Saprosites barombii
Saprosites barombii är en skalbaggsart som beskrevs av Rudolph Petrovitz 1961. Saprosites barombii ingår i släktet Saprosites och familjen Aphodiidae. Inga underarter finns listade i Catalogue of Life.